# Abraham Weintraub
Abraham Bragança de Vasconcellos Weintraub (São Paulo, 11 de octubre de 1971) es un economista y profesor brasileño. El 1 de enero de 2019, fue nombrado secretario ejecutivo de la Casa Civil, y el 8 de abril de 2019, fue nombrado ministro de Educación de Brasil por el presidente Jair Bolsonaro, cargo que ocupó hasta junio de 2020.
Su paso por el ministerio de Educación estuvo marcado por controversias, incluyendo declaraciones y acciones señaladas como racistas, y por una mala administración de la cartera.

## Biografía
Es graduado en ciencias económicas por la Universidad de São Paulo (USP) en 1994. Durante la contratación para el ministro, se afirmó y emitió que tendría un doctorado, pero no lo tiene. Varios ministros que Bolsonaro designó para su mandato cambiaron sus planes de estudio. Y Weintruab fue uno de ellos.
Durante más de veinte años fue ejecutivo del mercado financiero, desempeñándose como economista jefe y director del Banco Votorantim y como socio en Quest Inversiones. Fue integrante del equipo de transición del gobierno del presidente Bolsonaro y ocupó el cargo de secretario ejecutivo de la Casa Civil, bajo el mando de Onyx Lorenzoni.

### Ministro de Educación
Después de la salida del ministro Ricardo Vélez Rodríguez, el presidente Jair Bolsonaro designó a Weintraub, el 8 de abril de 2019, como nuevo ministro de educación de Brasil.
Después de asumir en el cargo, anunció un recorte del 30% en recursos destinados a las universidades federales. habiendo entonces un «contingenciamiento» (término usado por el ministro) del 3,5% del total presupuestado (lo que de hecho representa el 30% gastos no obligatorios) En febrero de 2021, defiende un proyecto de ley para reducir la inversión en educación y sanidad pública s.
Producto de los recortes y al congelamiento en las áreas de desarrollo de ciencia y tecnología, a partir del 15 de mayo estallaron protestas estudiantiles organizadas por la Unión Nacional de los Estudiantes, siendo las primeras grandes movilizaciones contra el gobierno de Bolsonaro. El 30 de mayo, el ministro alentó denuncias contra alumnos y profesores que divulgaran y promocionaran protestas dentro de escuelas y facultades. La declaración fue repudiada por políticos y estudiantes.

### Salida del Ministerio de Educación
En medio de una investigación realizada por la policía federal brasileña, y en un posible escape de las responsabilidades con la justicia el 18 de junio de 2020, Weintraub anunció su salida del Ministerio de Educación en un video con el presidente Bolsonaro en su redes sociales. El 20 de junio de 2020, se publicó su renuncia al cargo de ministro de Educación y Antonio Paulo Vogel asumió el ministerio de manera provisional. La renuncia se produjo mientras el ministro estaba en suelo estadounidense. Rogério Correia (PT-MG) y Fabiano Contarato (Rede-ES), un día antes de la salida de Weintraub de Brasil, habían abierto una solicitud en el STF para confiscar su pasaporte, afirmando que el entonces ministro corría el riesgo de escapar.  El 23 de junio, se publicó un decreto del presidente Jair Bolsonaro en la Gaceta Oficial Federal, que cambia la fecha oficial de destitución de Weintraub al 19 de junio, es decir, antes de que el ministro ingresara a los Estados Unidos.
Después de dejar MEC, Weintraub es nombrado para formar parte del directorio del Banco Mundial. En respuesta, la ONG Conectas reunió a un grupo de empresarios que firmaron una carta recomendando a un grupo de países que rechazaran su entrada en el cargo, declarando que Weintraub causará "daños irreparables" a Brasil. Para asumir el cargo, deben aprobar ocho países. Según el Congreso en Foco, esta indicación se hizo como una forma de compensar las posiciones ideológicas del ministro en el gobierno. Si es aceptado en la agencia, Weintraub puede recibir R $ 115,8 mil (US $ 258,5 mil) por mes, y anualmente, puede llegar a R $ 1,3 millones.

### Ataques racistas contra pueblos indígenas
En un video de una reunión presidencial, Weintraub declaró que odia la expresión de los pueblos indígenas, también declaró que la sociedad no debería reconocer a estos pueblos. Además de estas declaraciones, al abandonar el Ministerio de Educación, Weintraub creó un decreto para extinguir la cuota de indígenas en cursos de posgrado en universidades públicas. En la semana siguiente, este decreto fue revocado.